# رونالد كيلر
رونالد كيلر (بالهولندية: Ronald Keller)‏ هو دبلوماسي هولندي، ولد في 27 مارس 1958 في هولندا في مملكة هولندا.